# Skägghavre
Skägghavre (Avena barbata) är en gräsart som beskrevs av Johann Friedrich Pott och Heinrich Friedrich Link. Enligt Catalogue of Life ingår Skägghavre i släktet havren och familjen gräs, men enligt Dyntaxa är tillhörigheten istället släktet havren och familjen gräs. IUCN kategoriserar arten globalt som livskraftig. Arten förekommer tillfälligt i Sverige, men reproducerar sig inte. Inga underarter finns listade i Catalogue of Life.

## Bildgalleri

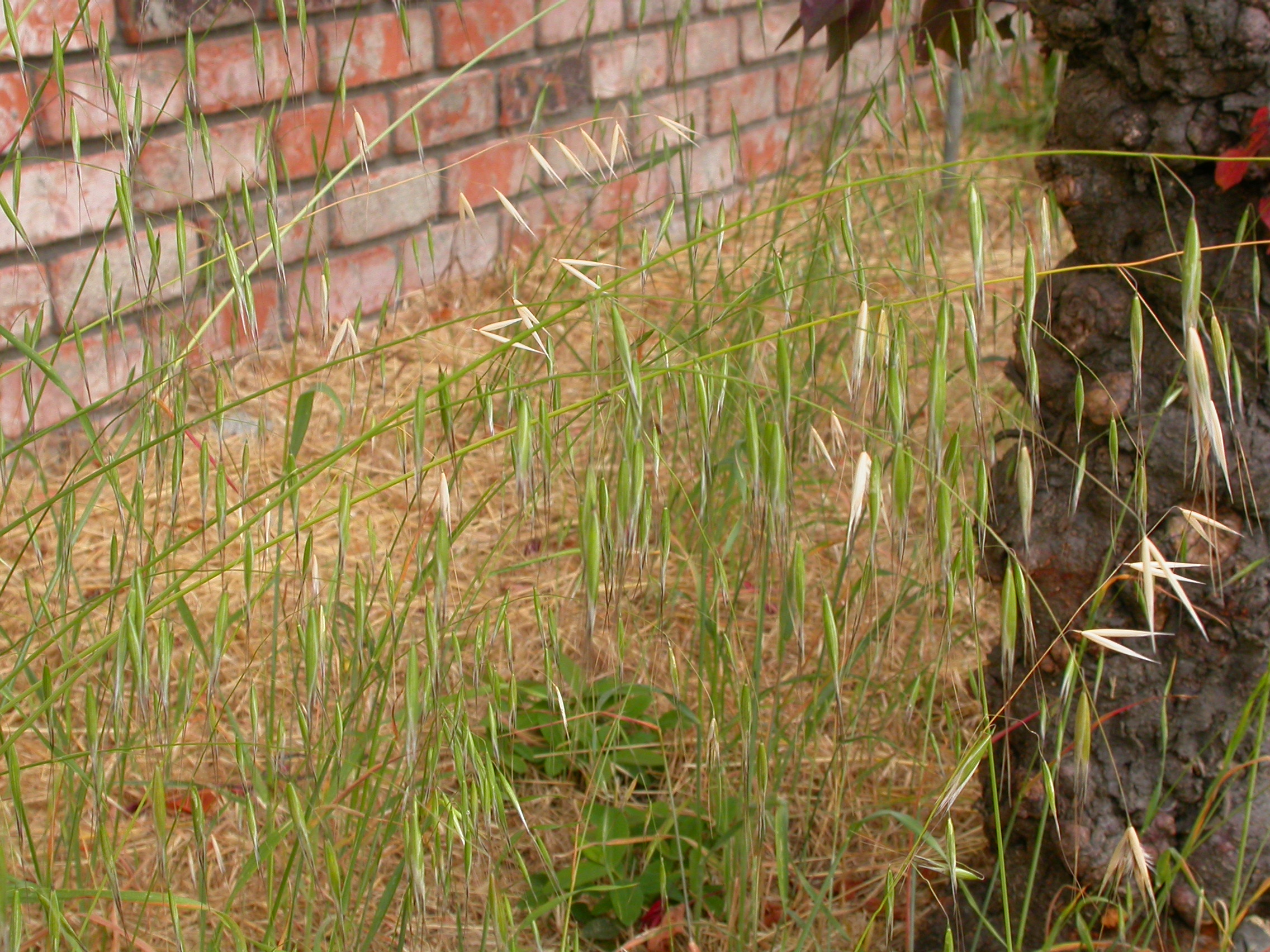
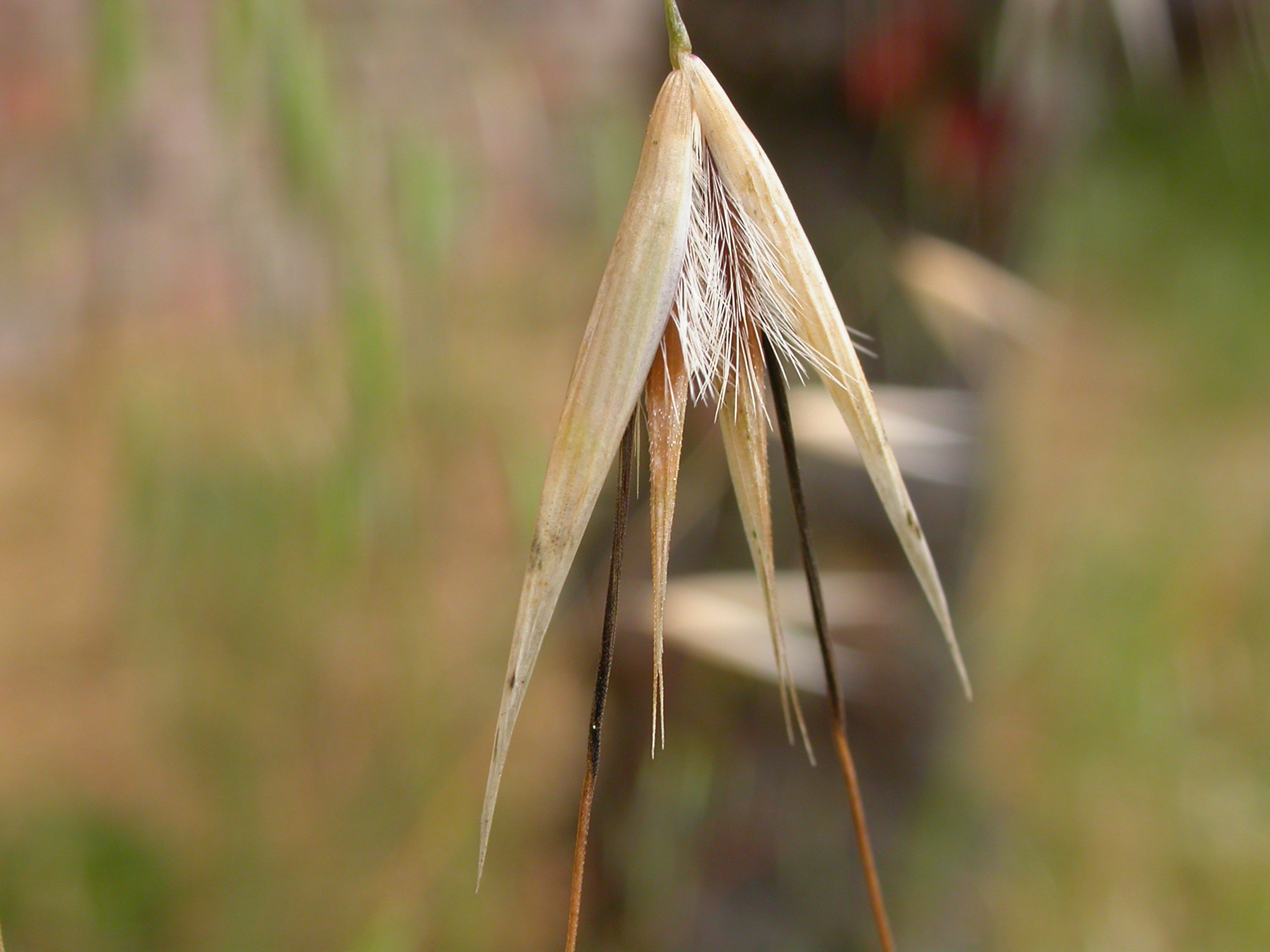
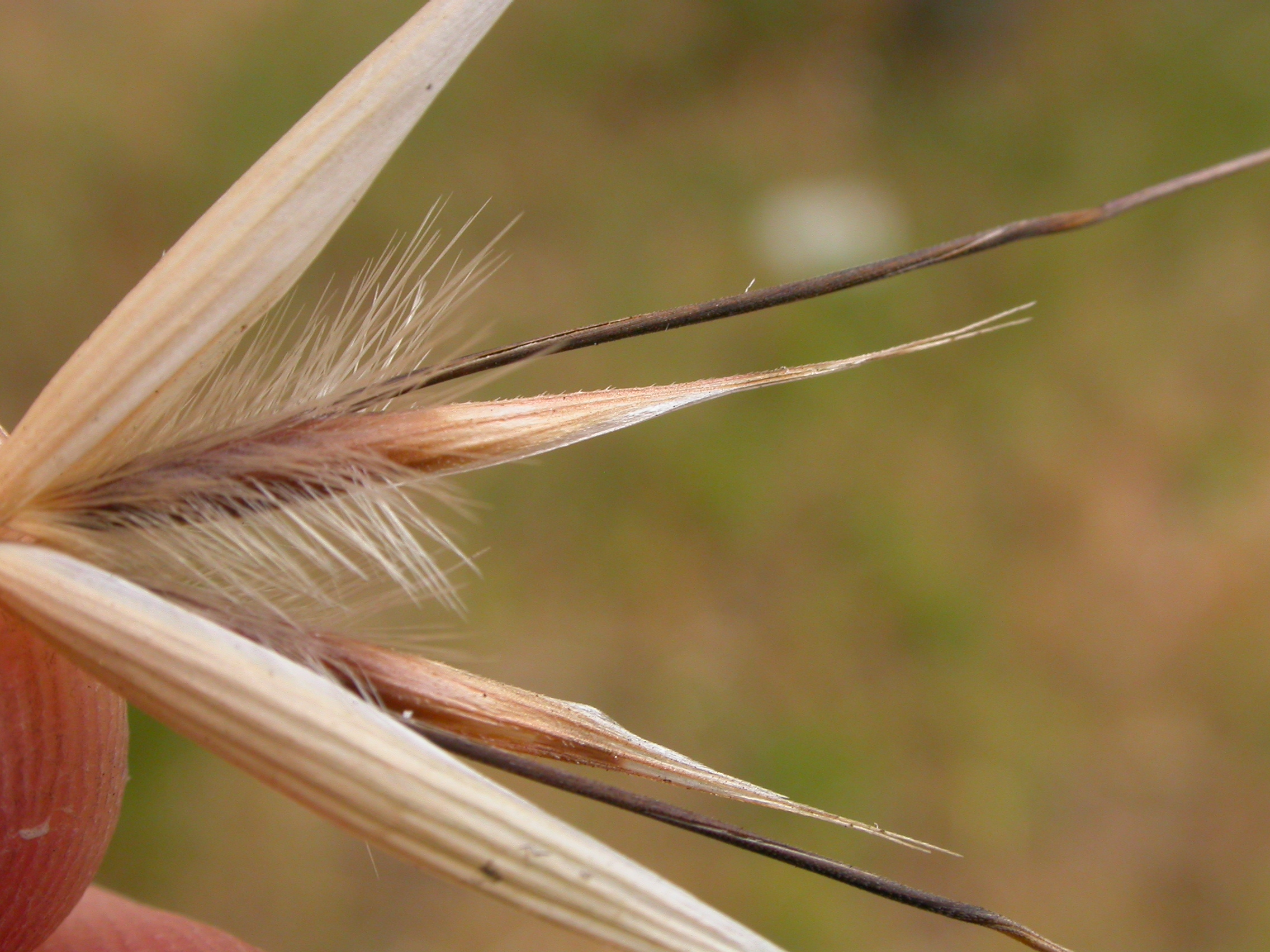
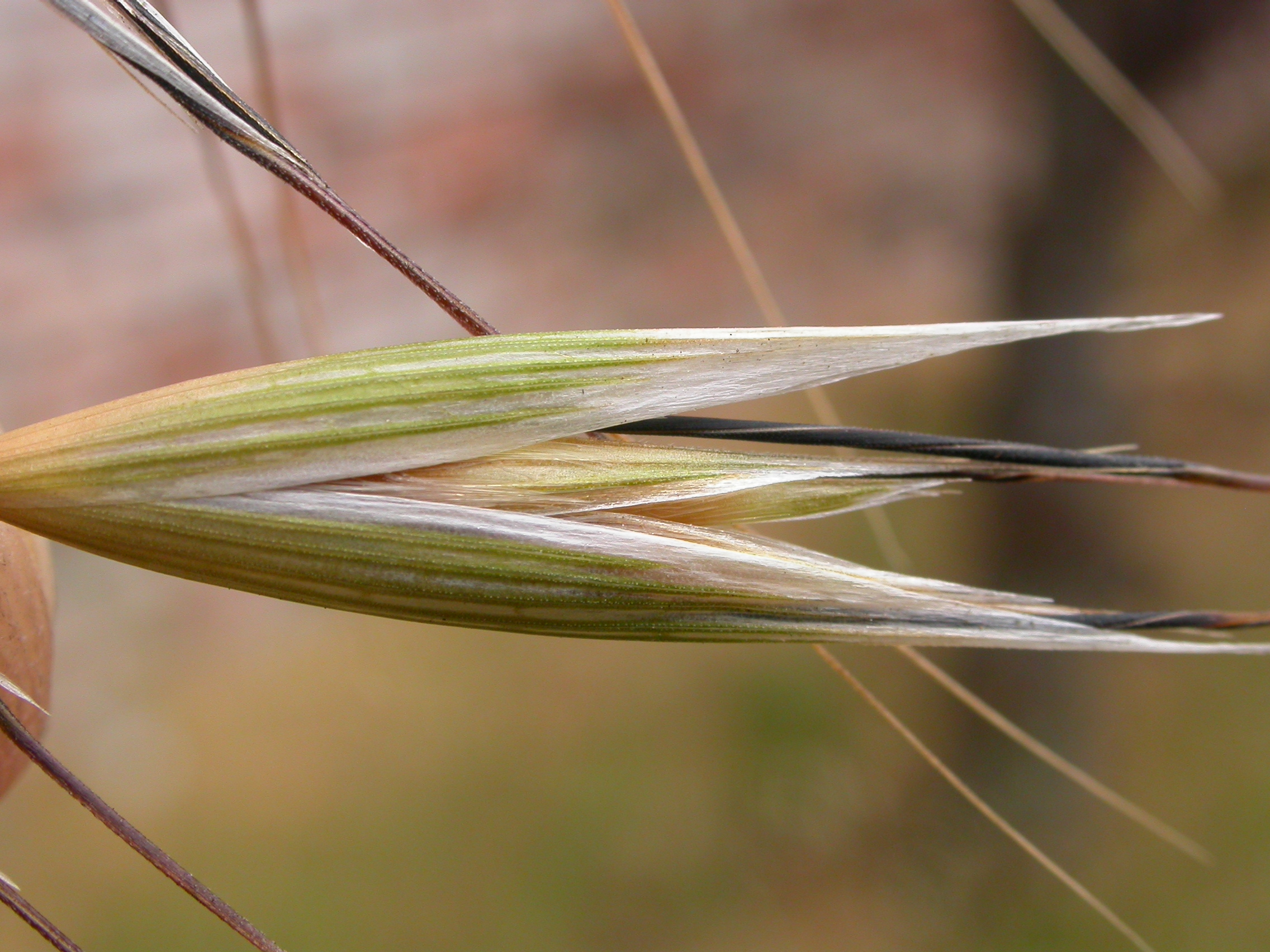